# 謝允 (道士)
謝允，字道通，自號，謝羅仙，歷陽縣人，晉代道教人物。曾任羅縣縣令，太康年間棄官前往武當山，師從道士孟盛子，習煉神沖虛之道，傳說其能飛行絕壁。 